# Torsten Jansen
Torsten "Toto" Jansen (Adenau, 23 de dezembro de 1976) é um handebolista profissional alemão.